# Скандинавский нуар
Скандинавский нуар (англ. Scandinavian noir) — литературный и кинематографический термин, применяемый к криминальным драмам, созданным скандинавскими авторами и объединённым такими характерными чертами, как предельная реалистичность, мрачная стилистика, линейность повествования. Несмотря на то, что за направлением закрепилось название «нуар», с произведениями классического американского нуара скандинавские криминальные драмы объединяет немногое, хотя в них так же размыта грань между героем и антигероем, присутствует атмосфера всеобщего разочарования.

## Развитие жанра

### История появления
Однозначного мнения относительно времени появления скандинавского нуара не существует. Так, шведский писатель и драматург Хеннинг Манкель считает, что родоначальниками течения следует считать супругов Май Шёвалль и Пера Валё, авторов детективных романов о Мартине Беке, выходивших с 1965 по 1975 гг. Такой же точки зрения придерживается исследователь скандинавской литературы Керстин Бергман, отмечая в своей работе «Шведский детектив: Создание скандинавского нуара», что романы Шёвалль и Валё оказали столь существенное влияние на развитие детективной литературы, так как включали в себя сильный социальный подтекст и критику шведской модели государства всеобщего благосостояния. Существует, однако, мнение, что романы, обладающие всеми характерными чертами скандинавского нуара, появились значительно раньше. К примеру, эксперт в области скандинавской криминальной литературы Нильс Нордберг утверждает, что основоположником жанра следует считать норвежского писателя Морица Хансена. Сам Хансен первой своей «криминальной историей» назвал небольшую новеллу «Кидан или Руины аббатства» (нор. Keadan eller Klosterruinen), однако, по мнению Нордберга, несмотря на то, что в рассказе, действие которого происходит в уединенной горной норвежской общине, есть и убийство, и судебный процесс, и атмосфера отчуждения, причислить его к скандинавскому нуару не позволяет беспорядочность повествования и романтические акценты. Норвежский исследователь полагает, что первой работой в данном жанре можно назвать рассказ «Новелла» (1827), в котором размышления главного героя о местной сумасшедшей помогают ему раскрыть убийство. Нордберг считает, что «Новелла» — не произведение как таковое, а «упражнение в литературной технике, демонстрация того, как реальную жизнь можно превратить в литературное произведение, где преступление — лишь фон для изображения психологического состояния человека и обличения окружающей его реальности».

### Мировая популярность
Принято считать, что мировым успехом скандинавский нуар обязан литературной трилогии Стига Ларссона «Миллениум» (2005—2007 гг.), повествующей о журналисте Микаэле Блумквисте и девушке-хакере Лисбет Саландер. По состоянию на март 2015 г. было продано более 80 миллионов экземпляров трилогии, романы были дважды экранизированы — в 2009 году за адаптацию взялся шведский режиссёр Нильс Арден Оплев, а в 2011 в Голливуде состоялась премьера версии Дэвида Финчера — а самого Ларссона неоднократно называли «мастером изображения социального лицемерия, преступного поведения и изъянов государственной системы». Не меньшую лепту в популяризацию скандинавского нуара внес и датский писатель Питер Хёг. В частности, его произведение «Смилла и её чувство снега» (дат. Frøken Smillas fornemmelse for sne) стало единственным современным датским романом, который был переведен более чем на 30 языков мира.
Тем не менее, наибольшую популярность жанру принесли кинопроизведения — экранизации литературных источников и независимые телесериалы. Помимо упомянутого «Миллениума», настоящим прорывом скандинавского нуара на экране стал датский телесериал «Убийство» (дат. — Forbrydelsen). Главная героиня сериала — детектив Сара Лунд — стала олицетворением жанра на малом экране, а её свитер фирмы Gudrun & Gudrun с характерным узором Фарерских островов — настоящим медиа-феноменом. В частности, появился даже сайт, посвященный этому свитеру. Популярностью пользуются и экскурсии по местам съёмок «Убийства» и во многом похожих на него сериалов «Правительство» и «Мост».

## Характерные черты

### Главный герой
Все чаще главными героями и литературных, и кинематографических произведений скандинавского нуара становятся сильные, эрудированные, зачастую циничные женщины-трудоголики, ведущие жизнь социопатичного холостяка: к примеру, главная героиня телесериала «Мост» Сага Норен водит «Porsche», ест полуфабрикаты и заводит кратковременные интрижки. Героини скандинавских криминальных драм мало говорят, практически никогда не шутят, лишь изредка отпуская циничные замечания, и крайне редко улыбаются. Авторы скандинавских криминальных драм не стремятся сделать своих героев идеальными: полицейские и журналисты страдают алкоголизмом, психологическими расстройствами, а также совершают ошибки на работе. Далека от идеала и их семейная жизнь: главные герои, как правило, не просто одиноки, а находятся в разводе и испытывают проблемы с построением новых отношений и воспитанием детей-подростков, что ярко отражает скандинавскую действительность, где институт семьи становится все более хрупким, а около 50 % браков заканчивается разводом.

### Критика социального устройства
Одной из наиболее существенных составляющих любого произведения скандинавского нуара является суровая критика модели государства всеобщего благосостояния. Коррумпированность политиков, фиктивность проводимого государством интеграционного курса, неконтролируемый бюрократический аппарат и европейский неонацизм — именно по этим показателям авторы жанра демонизируют скандинавское общество и создают почву для описываемых преступлений.

### Локации и визуальные характеристики
Немаловажной составляющей любой скандинавской драмы является природа: действие произведений разворачивается на фоне холодных, пугающих пейзажей, пронизанных чувствами одиночества и безысходности. Мрачные фьорды, бескрайние леса и непрекращающиеся дожди — постоянные спутники скандинавских детективов, зачастую отражающие их чувства и переживания. Если речь идет о кинематографе, как и в классическом «нуаре», выражены монохромность, минимализм, отсутствие яркого освещения.

## За пределами Скандинавии

### Адаптации
Рост популярности аутентичных скандинавских фильмов и телесериалов вызвал высокую заинтересованность в уникальных криминальных драмах со стороны американских и европейских кинопроизводителей. Первой адаптацией стала американская версия «Убийства» (англ. The Killing), выпущенная на экраны в 2011 году Fox Television Studios. Премьера была восторженно встречена критиками, однако, последующие серии вызвали многочисленные нарекания; в частности, отмечалось, что в сериале появилось множество ненужных, отвлекающих от центрального повествования сюжетных ответвлений, а второстепенные персонажи плохо раскрыты, из-за чего их роль остается непонятной. Так или иначе, «Убийство» «продержалось» на экранах 4 сезона, по длительности превзойдя, таким образом, оригинальную версию. Ещё одной относительно успешной адаптацией стала британская версия «Валландера», первый эпизод которой вышел в 2008 году. Другие ремейки североевропейских криминальных драм за пределами Скандинавии не прижились: провальной, к примеру, была признана американская версия датского сериала «Тот, кто убивает» (дат. Den som dræber).

### Культурное влияние
Успех скандинавского нуара не мог не оказать влияния на детективный жанр в целом. Ярким примером заимствования отдельных черт мрачного скандинавского повествования может послужить невероятно успешный проект американского канала HBO «Настоящий детектив». Если в первом сезоне присутствовали только отдельные черты визуальной специфики скандинавского нуара, то второй сезон отвечает ещё и сюжетной составляющей североевропейской драмы. Шоураннер «Настоящего детектива» Ник Пиццолатто в одном из интервью отмечал, что высоко ценит «новую волну нуара», которую удалось создать скандинавским авторам.
Ещё более очевидно влияние жанра прослеживается в британском сериале «Табу», где визуальная сторона, созданная в духе скандинавской эстетики, буквально поглотила сюжетные перипетии, что не лучшим образом сказалось на кинематографической ценности произведения.

## Критика
Выдающийся ирландский писатель Джон Бэнвилл в интервью британскому изданию The Telegraph заявил, что «из-за бесчисленного количества насилия в новостях, книгах и фильмах, мы чувствуем себя потерянными, выпавшими из реальности, если каждый день не сталкиваемся с кровью и кишками». Бэнвилл отметил, что скандинавы, и в частности шведы, добились на поприще изображения жестокости невиданного мастерства, однако, настало время остановиться.
Британская писательница Энн Кливз осудила «слишком реалистичные сцены насилия и болезненный тон» скандинавских криминальных драм и телесериалов. Кливз заявила, что у неё складывается впечатление, будто североевропейские писатели неустанно стремятся превзойти друг друга в изображении насилия над женскими персонажами. «Я понимаю, что криминальный жанр не может существовать без определённой доли насилия, однако, смакование издевательств над женщинами и подростками не должно быть частью хорошей литературы» — заявила Кливз.